# Johannes Krumm
Johannes Krumm (* 23. Juni 1991) ist ein deutscher Baseballspieler, der bei den Heidenheim Heideköpfen als Pitcher spielte. Er gehörte zum deutschen Aufgebot der Baseball-Europameisterschaft 2016.

## Karriere

### Junioren
Als 15-Jähriger debütierte Krumm 2006 bei den Gauting Indians. Im Verlauf des Junioren-Europameisterschaft-Jahres 2009 pausierte er im Verein.

### Aktive
Vor seinem Wechsel 2012 zu den Heidenheim Heideköpfen startete Johannes Krumm für die Füssen Royal Bavarians, wohin er 2021 zurückkehrte. Er errang die Deutsche Meisterschaft mit den Heidenheim Heideköpfen 2015, 2017, 2019, 2020, 2021 ebenso wie 2019 den Sieg beim CEB Cup.
Mit der Nationalmannschaft nahm er an der Baseball-Europameisterschaft 2016 teil.